# Anthidium loti
Anthidium loti är en biart som beskrevs av Jean Pierre Omer Anne Édouard Perris 1852. Anthidium loti ingår i släktet ullbin, och familjen buksamlarbin. Inga underarter finns listade i Catalogue of Life.

## Utbredning
Arten finns i Central-, Öst- och Sydeuropa, Cypern, Turkiet, Ryssland Syrien, Libanon, Israel, Iran samt österut till Azerbajdzjan, Kazakstan och Turkmenistan.

## Ekologi
Anthidium loti lever främst i halvöknar och andra torra biotoper från låglänta områden upp till 1 500 m i bergen, men kan även påträffas i fuktigare miljöer som floddalar och trädgårdar. Arten är polylektisk, den flyger till blommande växter från flera familjer, som käringtand, foderlusern och esparsetter från familjen ärtväxter, gamanderarter från kransblommiga växter samt pockenholtsväxtarten Zygophyllum atriplicoides.